# President de Corea del Sud
El President de Corea del Sud (en coreà: 대한민국 대통령) és, d'acord amb la Constitució de Corea del Sud, el cap del poder executiu del país, líder del Govern de Corea del Sud i comandant en cap de les Forces armades sud-coreanes i cap d'estat. El càrrec s'escull per sufragi secret i directe per períodes de 5 anys sense possibilitat de reelecció. En cas que la presidència quedi vacant, s'ha d'escollir un successor en un termini de seixanta dies, durant els quals les responsabilitats del president recauen en el Primer Ministre. Durant el mandat del President, aquest resideix a la Cheong Wa Dae (la "Casa Blava"). El President és aforat excepte pel que fa a sedició i traïció.

## Llista de presidents de Corea del Sud
Informació actualitzada per un bot. Els canvis manuals es perdran quan s'actualitzi!
| Imatge | Titular        | Gènere  | Partit | Des de     | Fins a     | Anys              | Electe a                                         |  |
| ------ | -------------- | ------- | ------ | ---------- | ---------- | ----------------- | ------------------------------------------------ |  |
|        | Lee Myung-bak  | masculí |        | 25.02.2008 | 24.02.2013 | 4 anys, 365 dies  | eleccions presidencials de Corea del Sud de 2007 |  |
|        | Lee Myung-bak  | masculí |        | 25.02.2008 | 24.02.2013 | 4 anys, 365 dies  | eleccions presidencials de Corea del Sud de 2007 |  |
|        | Roh Moo-hyun   | masculí |        | 25.02.2003 | 24.02.2008 | 4 anys, 364 dies  | eleccions presidencials de Corea del Sud de 2002 |  |
|        | Park Chung-hee | masculí |        | 17.12.1963 | 26.12.1972 | 9 anys, 9 dies    | eleccions presidencials sud-coreanes de 1967     |  |
|        | Park Chung-hee | masculí |        | 17.12.1963 | 26.12.1972 | 9 anys, 9 dies    | eleccions presidencials sud-coreanes de 1971     |  |
|        | Park Chung-hee | masculí |        | 17.12.1963 | 26.12.1972 | 9 anys, 9 dies    | eleccions presidencials sud-coreanes de 1963     |  |
|        | Park Chung-hee | masculí |        | 24.03.1962 | 16.12.1963 | 1 any, 267 dies   |                                                  |  |
|        | Park Chung-hee | masculí |        | 27.12.1972 | 26.10.1979 | 6 anys, 303 dies  | eleccions presidencials sud-coreanes de 1972     |  |
|        | Park Chung-hee | masculí |        | 27.12.1972 | 26.10.1979 | 6 anys, 303 dies  | eleccions presidencials sud-coreanes de 1978     |  |
|        | Chun Doo-hwan  | masculí |        | 27.08.1980 | 25.02.1981 | 0 anys, 182 dies  | eleccions presidencials de Corea del Sud de 1980 |  |
|        | Chun Doo-hwan  | masculí |        | 25.02.1981 | 24.02.1988 | 6 anys, 364 dies  | eleccions presidencials de Corea del Sud de 1981 |  |
|        | Moon Jae-in    | masculí |        | 10.05.2017 | 09.05.2022 | 4 anys, 364 dies  | eleccions presidencials de Corea del Sud de 2017 |  |
|        | Kim Dae-jung   | masculí |        | 25.02.1998 | 24.02.2003 | 4 anys, 364 dies  | eleccions presidencials de Corea del Sud de 1997 |  |
|        | Park Geun-hye  | femení  |        | 25.02.2013 | 10.03.2017 | 4 anys, 13 dies   | eleccions presidencials de Corea del Sud de 2012 |  |
|        | Kim Young-sam  | masculí |        | 25.02.1993 | 24.02.1998 | 4 anys, 364 dies  | eleccions presidencials de Corea del Sud de 1992 |  |
|        | Syngman Rhee   | masculí |        | 24.07.1948 | 27.04.1960 | 11 anys, 278 dies |                                                  |  |
|        | Yun Bo-seon    | masculí |        | 13.08.1960 | 24.03.1962 | 1 any, 223 dies   | August 1960 South Korean presidential election   |  |
|        | Roh Tae-woo    | masculí |        | 25.02.1988 | 24.02.1993 | 4 anys, 365 dies  | eleccions presidencials de Corea del Sud de 1987 |  |
|        | Choi Kyu-hah   | masculí |        | 26.10.1979 | 06.12.1979 | 0 anys, 41 dies   |                                                  |  |
|        | Choi Kyu-hah   | masculí |        | 26.12.1979 | 16.08.1980 | 0 anys, 234 dies  |                                                  |  |
|        | Lee Jae-myung  | masculí |        | 04.06.2025 |            |                   |                                                  |  |
|        | Hwang Kyo-ahn  | masculí |        | 09.12.2016 | 10.05.2017 | 0 anys, 152 dies  |                                                  |  |
|        | Yoon Suk-yeol  | masculí |        | 10.05.2022 | 04.04.2025 | 2 anys, 329 dies  | eleccions presidencials de Corea del Sud de 2022 |  |